# Jahja Sinwar
Jahja Sinwar (arab. ‏يحيى السنوار‎), właściwie Jahja Ibrahim Hasan as-Sinwar (arab. ‏يحيى ابراهيم حسن السنوار‎; ur. 29 października 1962 w Muchajjam Chan Junus, zm. 16 października 2024 w Muchajjam Tall as-Sultan) – palestyński bojownik, polityk, funkcjonariusz organów bezpieczeństwa i terrorysta, przywódca Hamasu w Strefie Gazy (2017–2024), po eliminacji kierownictwa organizacji został na krótko szefem jej Biura Politycznego (6 sierpnia–16 października 2024), po czym sam zginął w walce z Siłami Obronnymi Izraela. 
Członek Brygad Al-Kassam, współtwórca aparatu bezpieczeństwa Hamasu i założyciel jego agencji bezpieczeństwa wewnętrznego Madżd, aresztowany w 1988 roku, rok później skazany został na poczwórne dożywocie i spędził w więzieniu 22 lata; w 2011 roku wraz z 1025 innymi więźniami został wymieniony za izraelskiego żołnierza Gilada Szalita. Pomysłodawca ataku na Izrael, który zapoczątkował wojnę w Strefie Gazy. Przed jego śmiercią toczyło się w Międzynarodowym Trybunale Karnym postępowanie o odpowiedzialność za zbrodnie wojenne. Brat Muhammada Sinwara.

## Życiorys
Urodził się w 1962 roku w obozie dla uchodźców palestyńskich Chan Junus w wówczas rządzonej przez Egipt Strefie Gazy. Jego rodzina została wypędzona z Aszkelonu podczas wojny arabsko-izraelskiej w 1948 roku. Miał młodszego brata Muhammada Sinwara, tak samo jak on późniejszego członka Hamasu. Ukończył studia na Uniwersytecie Islamskim w Gazie, gdzie uzyskał licencjat z arabistyki.
Jeszcze jako student, w 1982 roku, został po raz pierwszy aresztowany przez izraelskie władze z powodu zaangażowania w antyizraelską działalność polityczną i przesiedział cztery miesiące w tzw. areszcie administracyjnym, bez zarzutów ani procesu. Trzy lata później Sinwar został ponownie aresztowany przez Izrael i spędził osiem miesięcy w więzieniu w następstwie oskarżenia o udział w tworzeniu agencji wywiadowczej Hamasu – Madżd (w istocie rzeczy Sinwar był jednym ze współtwórców aparatu bezpieczeństwa tej organizacji). Podczas dowodzenia aparatem bezpieczeństwa Hamasu w połowie lat 80. XX wieku odpowiadał za tropienie i karanie Palestyńczyków oskarżanych o współpracę z Izraelem. Przez gotowość do zabijania domniemanych kolaborantów zyskał przydomek „Rzeźnik z Chan Junus”. W 1988 roku został aresztowany, a rok później skazany przez władze Izraela na poczwórne dożywocie za zorganizowanie uprowadzenia i zabicia dwóch izraelskich żołnierzy oraz czterech, uznawanych za kolaborantów, Palestyńczyków. W 2011 roku, po 22 latach spędzonych w więzieniu został razem z innymi 1025 osobami wymieniony przez Izraelczyków w zamian za żołnierza Gilada Szalita. Był wybierany na przywódcę Hamasu w Strefie Gazy w 2017 i ponownie w 2021 roku.
We wrześniu 2015 roku rząd Stanów Zjednoczonych uznał Sinwara za terrorystę.
Po dokonanym 7 października 2023 roku przez Hamas wielkoskalowym ataku na Izrael, w którym, według izraelskich władz, zginęło 1139 osób, zaś 253 zostały porwane oraz zabrane do Strefy Gazy jako zakładnicy i który przerodził się w regularną wojnę między Izraelem a Hamasem w Strefie Gazy Sinwar został uznany w przestrzeni medialnej za pomysłodawcę i „mózg” ataku. 
20 maja 2024 roku Karim Ahmad Khan, prokurator Międzynarodowego Trybunału Karnego w Hadze, zwrócił się do Trybunału z wnioskiem o wydanie nakazów aresztowania Jahji Sinwara oraz dwóch innych liderów Hamasu zarzucając im popełnienie zbrodni wojennych i zbrodni przeciwko ludzkości podczas ataku na Izrael z 7 października 2023 roku.
6 sierpnia 2024 roku zastąpił zabitego Isma’ila Hanijję na stanowisku szefa Biura Politycznego Hamasu.
17 października 2024 roku Siły Obronne Izraela potwierdziły za pomocą analizy DNA, że Sinwar został zabity dzień wcześniej podczas wymiany ognia z IDF w Strefie Gazy. 18 października tego roku śmierć Sinwara potwierdził z kolei Hamas.

## Życie prywatne
Oprócz rodzimego języka arabskiego znał także język hebrajski, którego nauczył się podczas pobytu w izraelskich więzieniach.
21 listopada 2011 roku wziął ślub z Samar Muhammad Abu Zamar, absolwentką teologii na Uniwersytecie Islamskim w Gazie, z którą miał troje dzieci.